# Jenny Colgan
Jenny Colgan, född 1972 i Skottland, Storbritannien, är en brittisk författare. Colgan har fram till 2023 gett ut ett 30-tal romaner.

## Biografi
Colgan föddes i Prestwick i Ayrshire som dotter till två lärare. Hon är äldst av tre syskon. Där tillbringade hon uppväxten men lämnade orten vid 17 års ålder för studier i filosofi vid Edinburgh University, somrarna tillbringades med familjen i Cornwall. Innan hon flyttade tillbaka till Skottland bodde hon i Nederländerna, USA och Frankrike.
Hon är gift med mariningenjören Andrew Beaton, ursprungligen från Nya Zeeland. Tillsammans har paret tre barn, Wallace, Michael-Francis och Delphine.

## Författarskap
I 20-årsåldern började hennes yrkeskarriär som serietecknare, något som enligt henne själv inte var helt lyckat. År 1999 gav hon ut sin första bok. Totalt har hennes böcker sålt i omkring 300 miljoner exemplar och översatts till 25 språk. Hennes böcker är i regel romantiska komedier, men inkluderar också psykisk ohälsa. Colgan har också publicerat barnböcker under eget namn. Böckerna om Maggie Adair är publicerade under namnet Jane Beaton medan hon använt namnet J. T. Colgan när hon skrivit avsnitt för Doctor Who.